# سي. سكوت غرو
سي. سكوت غرو هو مسير أعمال وسياسي أمريكي، ولد في 5 مايو 1949 في موسكو في الولايات المتحدة. نشط حزبياً في الحزب الجمهوري. وقد انتخب عضو مجلس ولاية أيداهو ‏.